# Ja'un-e Qorban
Sotto il nome di Jaʾun-e Qorbān (lett. "'Tre ogni cento") va un gruppo guerriero d'élite mongolo che agì nel Khorasan centrale del XIV secolo, dopo la disintegrazione dell'Ilkhanato mongolo di Persia, rendendosi co-protagonista dell'agitata storia politica persiana fino all'arrivo di Tamerlano, dapprima appoggiando il condottiero turco-mongolo nel suo progetto di conquista di Herat, per poi ribellarsi a lui e subire la devastante sua vendetta.
Esso inizialmente nacque per sostenere la politica di Arghūn Aghā, che aveva appoggiato il tentativo del chinggiside Ṭōghā Temūr di ricostituire l'Ilkhanato, entrato in profonda crisi dopo la morte di Abū Saʿīd.
Inizialmente il corpo militare era di stanza a Mashhad, Nishapur e ad Abivard e, nello sfacelo del sistema ilkhanide, pensò di ritagliarsi un suo potere, seguendo un suo Emiro e ritagliandosi un suo territorio che potenzialmente sarebbe potuto diventare un vero e proprio Stato.
In quanto potenza i Jaʾun-e Qorbān scomparvero subito dopo la devastante sconfitta patita nel 1381 a opera di Tamerlano.